# Clochemerle (film, 1948)
Pour les articles homonymes, voir Clochemerle (homonymie).
Pour plus de détails, voir Fiche technique et Distribution.
Clochemerle est un film français réalisé par Pierre Chenal, sorti en 1948, d'après le roman de Gabriel Chevallier.

## Synopsis
Piéchut, le maire républicain radical de Clochemerle, petit village du Beaujolais, décide de faire construire une vespasienne  face à l’église. Pour les notables conservateurs conduits par la baronne de Courtebiche, cette initiative est une provocation. Les esprits s’échauffent jusqu'à provoquer l'intervention de l'armée. Mais le Beaujolais finira par apaiser le conflit.

## Fiche technique
- Titre : Clochemerle
- Réalisation : Pierre Chenal
- Scénario et dialogues : Pierre Laroche et Gabriel Chevallier, d'après son roman
- Photographie : Robert Lefebvre
- Son : René Sarazin
- Décors : Pierre Marquet
- Montage : Monique Kirsanoff
- Assistants réalisateur : Jean Mitry et André Pergament
- Musique : Henri Sauguet
- Société de production : Cinéma Productions
- Directeur de production : Ralph Baum
- Tournage : du 18 août au 27 décembre 1948
- Pays :  France
- Format :  Son mono - Noir et blanc - 35 mm  - 1,37:1
- Genre : Comédie
- Durée : 90 minutes
- Date de sortie : 
  - France - 9 juin 1948
- Interdit aux moins de 16 ans

## Distribution
- Félix Oudart : le curé Ponosse
- Saturnin Fabre : Alexandre Bourdillat
- Jean Brochard : Piéchut
- Marcel Pérès : le père Brodequin
- Maximilienne : Justine Putet
- Roland Armontel : l'instituteur Tafardel
- Jane Marken : la baronne de Courtebiche
- Simone Michels : Judith Toumignon
- Cri-Cri Muller : Adèle Torbayon
- Paul Demange : Toumignon
- Max Dalban : Torbayon
- Jacqueline Dor : Rose Bivaque
- Mady Berry : la mère Brodequin
- Charles Dechamps :  Luvelat
- Caussimon : Samotras
- Christian Argentin : l'évêque
- Orbal : le pharmacien
- Guervil : Le capitaine Tardiveau
- René-Jean Chauffard : Oscar de Saint-Choul
- Pierre Labry : Nicolas
- Simone Chambord (Judith Magre) : Hortense Girodot
- Robert Le Fort : la sentinelle sur le pont
- Odette Talazac : Mme Girodot
- Zanie Campan : une lavandière (créditée Zanie Aubier)
- Gaston Orbal : Poilphard
- Geneviève Morel : Fouache

## Autour du film
- Plusieurs scènes du film sont tournées dans de petits villages de Provence.

- Coudoux : sur la place devant l'église[1].